# گویچی ایشیتانی
گویچی ایشیتانی (انگلیسی: Goichi Ishitani؛ زادهٔ ۶ ژوئیهٔ ۱۹۷۹) بازیکن فوتبال اهل ژاپن است.
از باشگاه‌هایی که در آن بازی کرده‌است می‌توان به باشگاه فوتبال ساگان توسو اشاره کرد.